# Ballana bicornis
Ballana bicornis är en insektsart som beskrevs av Delong 1937. Ballana bicornis ingår i släktet Ballana och familjen dvärgstritar. Inga underarter finns listade i Catalogue of Life.